# Saint-Brice-sous-Forêt
Saint-Brice-sous-Forêt is een gemeente in het Franse departement Val-d'Oise (regio Île-de-France) en telt 12.540 inwoners (1999). De plaats maakt deel uit van het arrondissement Sarcelles.

## Geografie
De oppervlakte van Saint-Brice-sous-Forêt bedraagt 6,0 km², de bevolkingsdichtheid is 2090,0 inwoners per km².
De onderstaande kaart toont de ligging van Saint-Brice-sous-Forêt met de belangrijkste infrastructuur en aangrenzende gemeenten.

## Demografie
Onderstaande figuur toont het verloop van het inwonertal (bron: INSEE-tellingen).